# Kangersertivattiaq
Kangersertivattiaq [kaŋɜˌsːɜtːiˈvatːiɑ(q)] (nach alter Rechtschreibung Kangersertivagtiaĸ; Kitaamiusut Kangerlussuatsiaq) ist eine wüst gefallene grönländische Siedlung im Distrikt Ammassalik in der Kommuneqarfik Sermersooq.

## Lage
Die genaue Lage von Kangersertivattiaq ist unbekannt. Vermutlich befand sich der Wohnplatz an der Nordküste des gleichnamigen Fjords in der Nähe der Mündung des kurzen Nebenarms Siaraq. Dort befinden sich die Überreste mehrerer alter Wohnplätze. Kangersertivattiaq war der östlichste Wohnplatz von ganz Ammassalik. Der nächstgelegene Ort Sermiligaaq lag 60 km südwestlich.

## Geschichte
Kangerlussuatsiaq war bereits 1930 bewohnt. 1951 gab vier Kinder, die unterrichtet worden. 1954 war der Wohnplatz wohl wieder verlassen.